# Дарко Брашанац
Дарко Брашанац (Чајетина, 12. фебруар 1992) је српски фудбалер који игра на средини терена.

## Клупска каријера
Фудбалом је почео да се бави са шест година у Златибору из Чајетине, а у млађе категорије Партизана је дошао 2005. године. Деби за први тим „црно-белих“ је имао у марту 2010. против Хајдука (2:0) у Кули. У јуну 2010. је заједно са Марком Шћеповићем и Матијом Настасићем потписао први професионални уговор са Партизаном. У августу 2011. одлази на позајмицу у Смедерево. У дресу „оклопника“ у сезони 2011/12. је наступио на 24 првенствене утакмице и постигао два гола. У лето 2012. се вратио у Партизан у чијем је дресу је остао до лета 2016. године и освојио четири титуле првака Србије (2010, 2011, 2013. и 2015) и два Купа Србије (2011, 2016).
Крајем августа 2016. потписао је четворогодишњи уговор са шпанксим прволигашем Бетисом. Након сезоне у Бетису ишао је на позајмице у друге шпанске прволигаше Леганес  и Алавес. У јулу 2019. потписао је уговор са Осасуном. Након четири и по сезоне у Осасуни, Брашанац се у фебруару 2024. вратио у Леганес за који је претходно наступао на позајмици у сезони 2017/18.

## Репрезентација
Брашанац је прошао све млађе репрезентативне селекције Србије. Са репрезентацијом до 19 година има наступ на Европском првенству 2011. године на коме су стигли до полуфинала, где су елиминисани од Чешке. Током 2013. дебитовао је и за репрезентацију до 21 године са којом је учествовао на Европском првенству 2015. године у Чешкој.
Деби у сениорском тиму је имао у септембру 2015. на мечу квалификација за ЕП 2016. против Јерменије.

## Трофеји
Партизан
- Првенство Србије (4) : 2009/10, 2010/11, 2012/13, 2014/15.
- Куп Србије (2) : 2010/11, 2015/16.